# Tichy Gyula
Tichy Gyula (Rimaszombat, 1879. augusztus 28. – Rozsnyó, 1920. június 20.) festőművész, grafikus, Tichy Kálmán festőművész bátyja.

## Élete
1897-ben érettségizett a rozsnyói evangélikus gimnáziumban. Gépészmérnöknek készült, de már az első félév után egészségügyi okokból félbehagyta tanulmányait. A budapesti Mintarajziskolába iratkozott át, ahol Székely Bertalan és Gyulay László volt a mestere. Ezek után Münchenben, Hollósy Simon magániskolájában képezte magát tovább, majd a nagybányai festőiskolában dolgozott. Velencében és Dalmáciában járt tanulmányutakon. 1904-től a fasori Evangélikus Gimnáziumban, majd 1909-től a rozsnyói Evangélikus Gimnáziumban oktatott rajztanárként.
A KÉVE tagjaként rendszeresen állított ki a kiállításaikon. Számos könyvet illusztrált, grafikai albumokat adott ki (ezek közül legismertebb az Egy tusos üveg meséi, 1909), rajzokat közölt a Móka folyóiratban.
1908-ban és 1909-ben két nyáron át népművészeti gyűjtésen vett részt Feleden, az Iparművészeti Társaság megbízásából.
1914-től a képzőművészet fokozatosan háttérbe szorult az életében, és elsősorban írt, Mars rabjai című tudományos-fantasztikus regényén, illetve Önéletrajzi Szótár c. memoárján dolgozott.
A rozsnyói temetőben található síremlékét öccse, Kálmán tervezte.

## Fontosabb művei

### Festmények
- Királyasszonynéném I., II. (1906)
- Endre királyfi Bizáncban (1906)
- Álarcok (1911)
- Jákob és Lea (?)

### Grafikai albumok, sorozatok
- Kuruc rajzok (1907)
- Egy tusos üveg meséi (1909) Online
- Easter (1912)

### Könyvillusztrációk
- Árkosi Ferenczi Kálmán: A pálfalvi szélmolnár (elbeszélések, 1911)
- Hangay Sándor: Meztelen emberek vihar előtt. Lelki portrék (1912) Online
- Hangay Sándor: A Sátán evangyéliuma (versek, 1911)
- Krúdy Gyula: Szökés az életből/Szökés a halálból (novellák, 1993)
- Sajómenti álmok (elbeszélések, 1904)

## Kiállításai
- Kunsthaus, München, 1914
- Szent György Céh, Budapest, 1916
- A Tichy testvérek emlékkiállítása, Magyar Nemzeti Galéria, Budapest, 1979
- Műgyűjtők Galériája, Budapest, 1996
- Szlovákiai Magyar Kultúra Múzeuma, Pozsony, 2009
- Rovás Akadémia, Kassa, 2014
- A festő-poéta. Tichy Gyula, a magyar szimbolizmus mestere, Magyar Nemzeti Galéria, Budapest, 2022-23

## Galéria

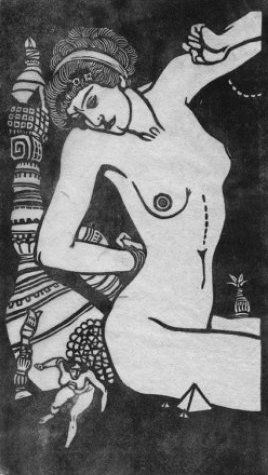
Pillanat és évezred
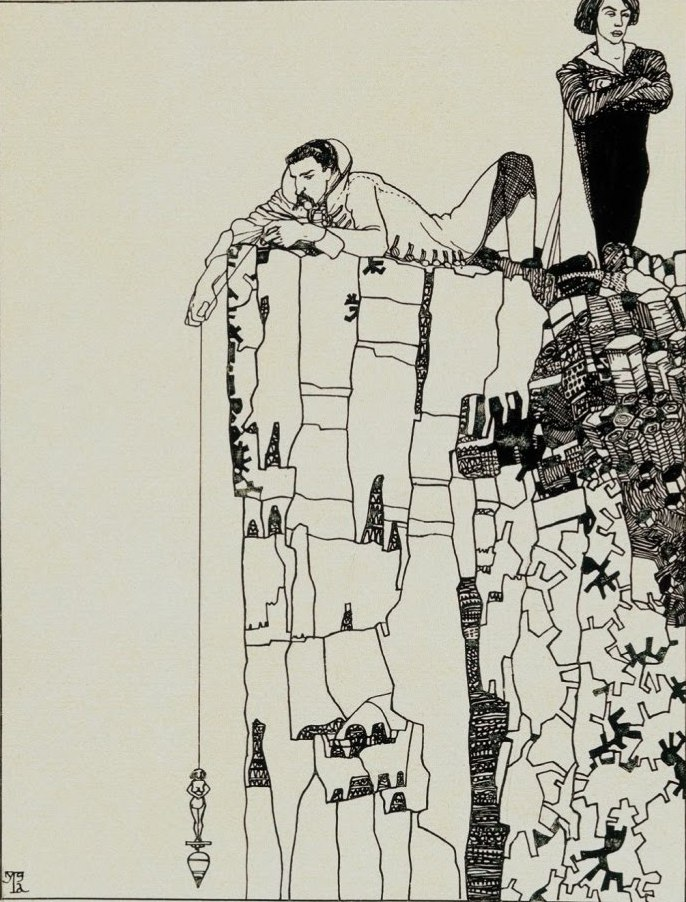
Az emberi lélek mélységei
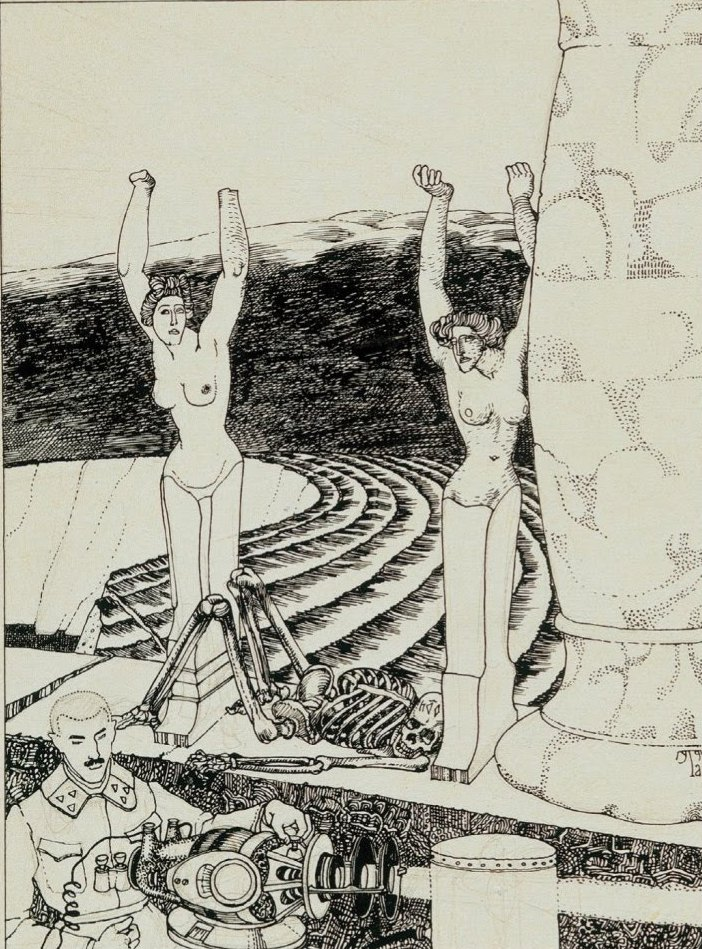
Lángosztó
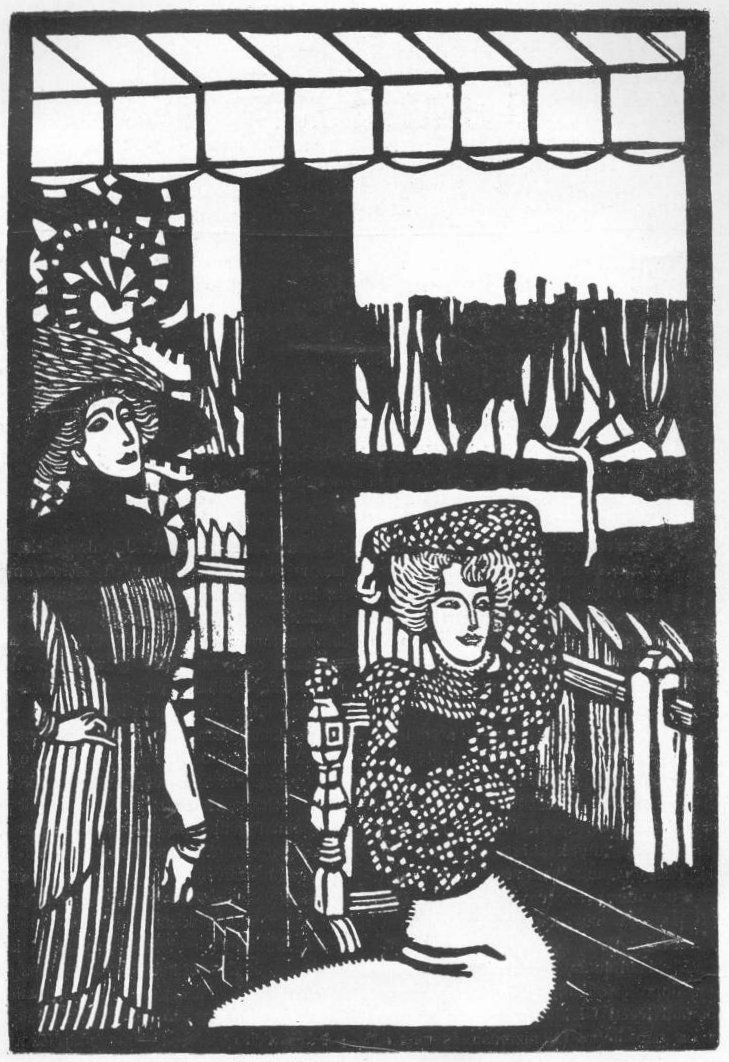
Verandán
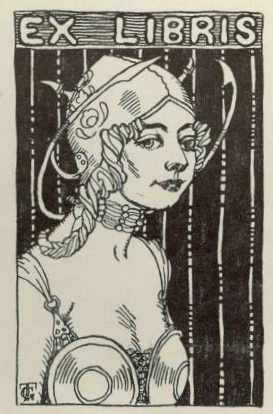
Exlibris